# Parapurcellia monticola
Parapurcellia monticola is een hooiwagen uit de familie Pettalidae.